# Henri Dupont
Henri-Joseph Dupont (Verviers (Ensival), 3 gennaio 1838 – Bruxelles, 21 dicembre 1899) è stato un violinista, direttore d'orchestra e direttore artistico belga. Il pianista Auguste Dupont era suo fratello.

## Biografia
Dupont nacque a Ensival, Verviers. Studiò il violino ai Conservatori di Liegi e Bruxelles e vinse il Prix de Rome belga per la composizione nel 1863. Dopo un viaggio di studio durato quattro anni in Europa fu nominato capo del Grande Teatro-Opera Nazionale di Varsavia nel 1867 e del Teatro Imperiale di Mosca nel 1871.
Tornò a Bruxelles nel 1872 e vi si stabilì come professore di armonia al Conservatorio e direttore d'orchestra al La Monnaie/De Munt. Inoltre codiresse La Monnaie dal 1886 al 1889 con Alexandre Lapissida, dirigendo spettacoli a partire dalla stagione 1872/73, oltre a dirigere spesso l'orchestra alla Royal Opera House di Londra. Alcuni mesi prima della sua morte a Bruxelles, fu nominato membro dell'Académie Royale de Belgique.